# قشلاق جلیلو
قشلاق جلیلو روستایی است که در استان اردبیل، شهرستان پارس‌آباد، بخش اصلاندوز، دهستان قشلاق غربی قرار دارد.

## جمعیت
بر اساس سرشماری سال ۱۳۸۵ جمعیت این روستا ۳۷۸ نفر با ۶۴ خانوار بوده‌است.